# Burgruine Schonenburg
Die Burgruine Schonenburg ist die Ruine einer mittelalterlichen Höhenburg oberhalb des Flusses Kamp in der Gemeinde Schönberg am Kamp im Bezirk Krems-Land in Niederösterreich. Die Burgruine steht unter Denkmalschutz.

## Geschichte
Ein Heinricus de Sconiberch findet sich bereits 1122/25 unter den Zeugen einer Urkunde des Göttweiger Traditionsbuches. Er war ein Ministeriale des Babenbergermarkgraf Leopold III. und dürfte ein Mitglied der weitverzweigten Familie der Kuenringer gewesen sein. Diese stellte auch für die nächsten fünf Generationen die Besitzer der Herrschaft, die ihr als freies Eigen gehörte.
Unter dem Habsburger Albrecht III. wurde die Burg wiederholt eingenommen, blieb aber im Besitz der Schönberger bis zu deren Aussterben 1387. Die Habsburger belehnten Leopold von Eckartsau, danach wechselten die Besitzverhältnisse wiederholt. Ab 1635 war sie Besitz des Hofkanzlers Johann Baptist Verda von Verdenberg, dem damaligen Besitzer von Grafenegg, der die Gebäude instand setzen ließ. Im Rahmen eines Fideikommisses blieben nun beide Herrschaften vereinigt. Allerdings wurde die Burg Schönberg 1645 von den Schweden teilweise zerstört und danach nicht mehr aufgebaut.
Am Vischer-Stich von 1672 ist ihre Struktur aber noch deutlich zu erkennen. Fast vollständig vernichtet wurde die Anlage ab 1778, als die Bewohner der Umgebung die Gebäude abtrugen, um Baumaterial für ihre Häuser zu gewinnen. Heute steht im ehemaligen Burghof ein Pavillon, von dem man einen schönen Ausblick ins Kamptal hat.

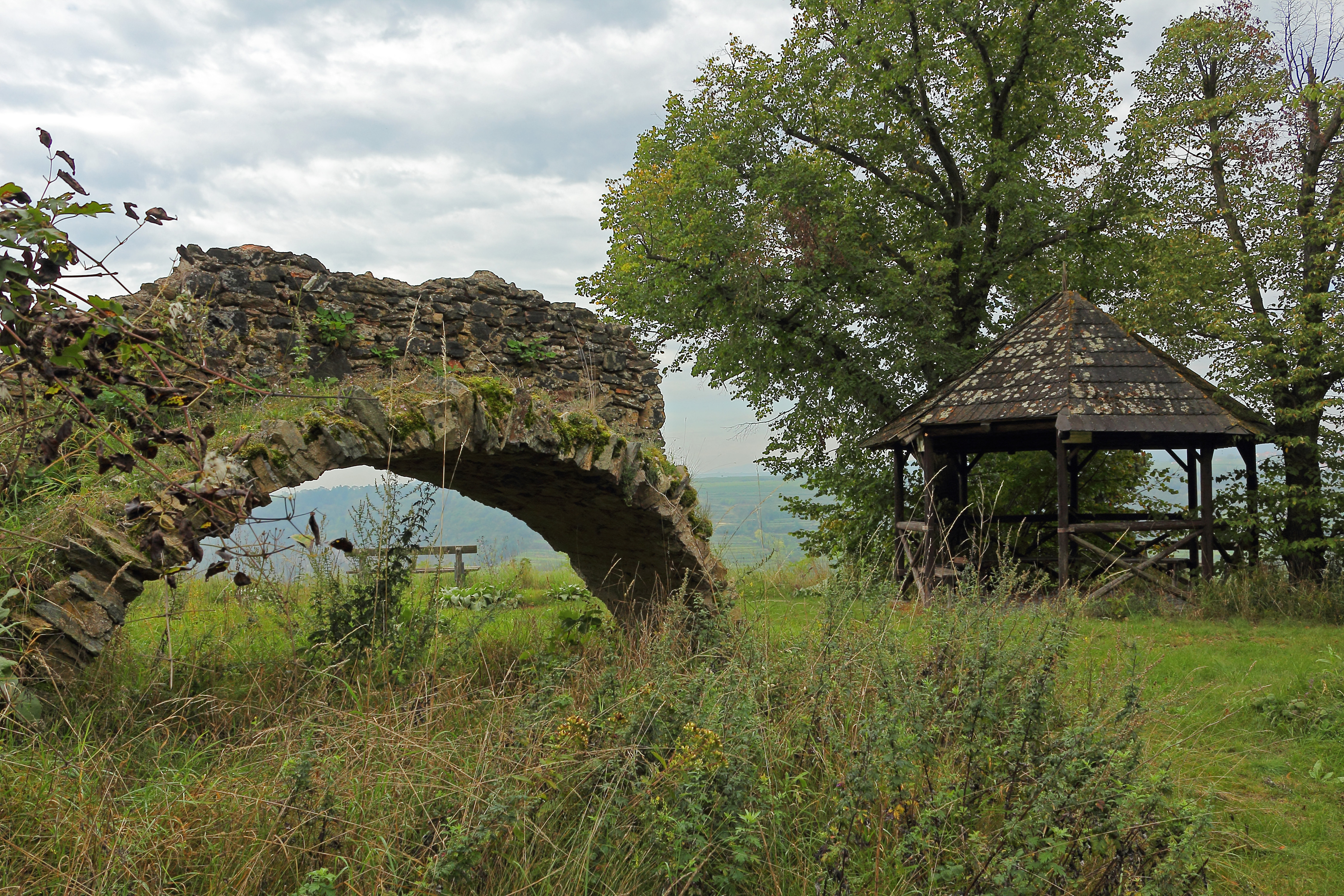
Rest eines Torbogens
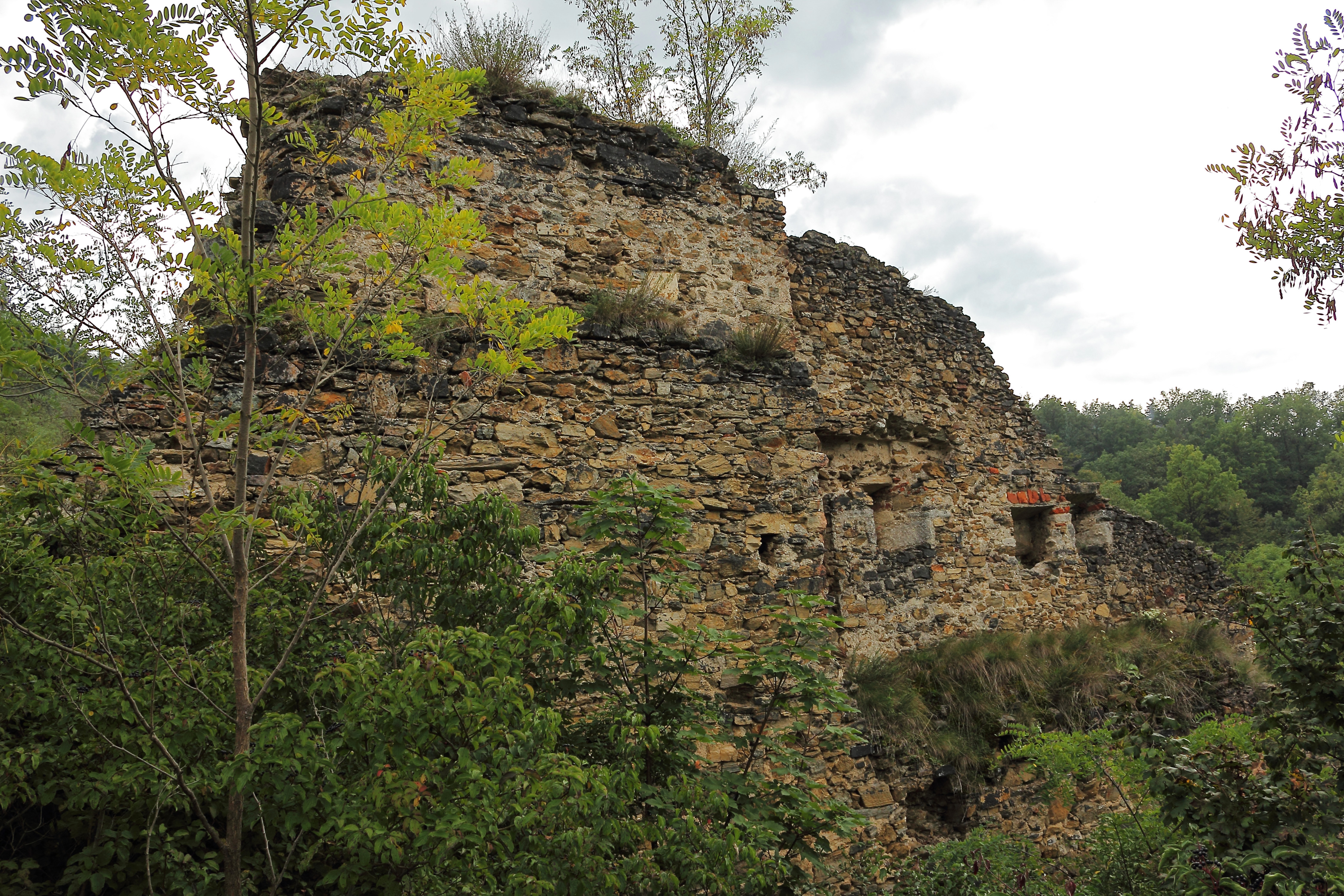
Ostmauer Innenseite